# Żyrafa ugandyjska
Żyrafa ugandyjska, żyrafa Rothschilda, zwana również żyrafą Baringo (od jeziora Baringo) (Giraffa camelopardalis rothschildi) – podgatunek żyrafy, parzystokopytnego ssaka roślinożernego, najwyższego gatunku z obecnie żyjących ssaków lądowych. Jej liczebność szacuje się na około 2 tysiące osobników. Nazwano ją tak od brytyjskiego zoologa Waltera Rothschilda.
Obecnie wszystkie osobniki zamieszkujące na wolności występują na obszarach chronionych w Kenii i Ugandzie, m.in. w: Parku Narodowym Jeziora Nakuru, Parku Narodowym Murchison Falls. Niektóre źródła podają również jako obszar występowania Sudan Południowy.

## Charakterystyka
Żyrafy te mają zarysowane ostro nieregularne plamy na całym ciele, o brzegach mniej postrzępionych niż żyrafa kenijska. Plamy są widoczne na kremowym tle. Plamy na ciele dorosłych osobników są ciemniejsze. Wyróżniają się posiadaniem pięciu krótkich rogów na czubku głowy, zamiast dwóch (jak u większości żyraf), a także posiadaniem białych nóg (bez plam) od kolan w dół. Oprócz dwóch rogów pozostałe jest trudno wypatrzeć. Dwa z nich są wypukłościami głowy za uszami, a trzeci widoczny na środku czoła.
Dorosłe samce osiągają wysokość dochodzącą do 6 metrów wysokości i są jednymi z najwyższych podgatunków żyraf.
Młoda żyrafa (samiec) po urodzeniu mierzy ok. 1,9 metra wysokości, a młoda samica 1,8 m. Wszystkie żyrafy mają długie i elastyczne języki.